# Brachida linsaymontis
Brachida linsaymontis – gatunek chrząszcza z rodziny kusakowatych i podrodziny rydzenic.
Gatunek ten opisał po raz pierwszy w 2015 roku Roberto Pace na łamach „Beiträge zur entomologie”. Jako lokalizację typową wskazano Mount Linsay w australijskim Queenslandzie. Epitet gatunkowy pochodzi od tejże lokalizacji.
Chrząszcz o błyszczącym, wydłużonym ciele długości 3,1 mm. Głowa jest ruda z żółtawoczerwonymi członami czułków od pierwszego do czwartego, brązowymi członami od piątego do dziesiątego i żółtym członem jedenastym; drugi człon jest krótszy od pierwszego, trzeci krótszy od drugiego, a człony od piątego do ósmego tak szerokie jak długie. Powierzchnię głowy pokrywa gęste, delikatne, powierzchowne punktowanie. Oczy są dłuższe od skroni. Rude przedplecze jest gęsto, delikatnie i powierzchownie punktowane, opatrzone dwoma poprzecznymi wciskami pośrodkowymi w tyle. Na rudych pokrywach punktowanie jest zatarte. Barwa odnóży jest żółtawoczerwona. Wyraźne, gęste punktowanie występuje na odwłoku. U samicy piąty tergit ma bruzdy po bokach. Genitalia samicy cechują się lekko wydłużoną dosiebną częścią spermateki.
Owad endemiczny dla Australii, znany tylko z lokalizacji typowej. 